# Форк (развој софтвера)
У софтверском инжењерству, форковање (енгл. fork) пројекта се одиграва када програмери направе копију изворног кôда једног софтверског пакета и затим започну независан развој на њему, правећи тиме посебан комад софтвера. Термин форк се не односи само на развој софтверског пакета, већ се може односити и на расцеп у заједници програмера (на пример, када је од Опен Офисa настао Либре Офис).
Слободан и софтвер отвореног изворног кôда је оно што по дефиницији може да се рачва из оригиналног развојног тима без претходне дозволе, али и без кршења Закона о ауторским правима. Без обзира на ово, лиценцирано форковање власничког софтвера (као то је Јуникс) се такође дешава.